# Wereldkampioenschappen wielrennen 1969
De wereldkampioenschappen wielrennen op de weg 1969 vonden plaats op 10 augustus in Zolder op het circuit Zolder voor de beroepsrenners en van 22 tot 24 augustus in Brno (Tsjecho-Slowakije) op het Masaryk-circuit voor de amateurs en de dames.

## Beroepsrenners
Het kampioenschap voor de profs was 262,8 kilometer lang op een vlakke omloop van 8,8 km met start en aankomst op het circuit van Zolder. Er kwamen 93 renners aan de start. Harm Ottenbros werd de onverwachte wereldkampioen. Hij klopte de Belg Julien Stevens in een spurt tussen twee outsiders. Michele Dancelli (Italië) bleef nog uit de greep van de spurters in de achtervolgende groep en werd derde.

### Uitslag[1]
| Plaats | Naam             | Land               | Tijd     |
| ------ | ---------------- | ------------------ | -------- |
| 1      | Harm Ottenbros   | Vlag van Nederland | 6u23'44" |
| 2      | Julien Stevens   | Vlag van België    | z.t.     |
| 3      | Michele Dancelli | Vlag van Italië    | +2'18"   |
| 4      | Guido Reybrouck  | Vlag van België    | +2'21"   |
| 5      | Roger Swerts     | Vlag van België    | z.t.     |
| 6      | Jan Harings      | Vlag van Nederland | z.t.     |
| 7      | José Catieau     | Vlag van Frankrijk | z.t.     |
| 8      | Enrico Paolini   | Vlag van Italië    | z.t.     |
| 9      | Gerben Karstens  | Vlag van Nederland | z.t.     |
| 10     | Rolf Wolfshohl   | Vlag van Duitsland | z.t.     |

## Wegrit amateurs
De wegrit voor amateurs was 181 kilometer lang. 171 renners uit 31 landen namen deel.

### Uitslag
| Plaats | Naam                   | Land                |
| ------ | ---------------------- | ------------------- |
| 1      | Leif Mortensen         | Vlag van Denemarken |
| 2      | Jean-Pierre Monseré    | Vlag van België     |
| 3      | Gustaaf Van Roosbroeck | Vlag van België     |

## Ploegentijdrit amateurs
De ploegentijdrit over 100 kilometer (werkelijke afstand: 96,9 km) werd zoals het jaar voordien gewonnen door Zweden met de vier broers Gösta, Erik, Sture en Tomas Pettersson. Denemarken (met Leif Mortensen) werd tweede en Zwitserland derde.

### Uitslag
| Plaats | Land                 | Renners                                                             | Tijd     |
| ------ | -------------------- | ------------------------------------------------------------------- | -------- |
| 1      | Vlag van Zweden      | Erik Pettersson/Gösta Pettersson/ Sture Pettersson/Tomas Pettersson | 2u01'17" |
| 2      | Vlag van Denemarken  | Mogens Frey/Jørgen Hansen/ Jørn Lund/Leif Mortensen                 | +1'45"   |
| 3      | Vlag van Zwitserland | Xaver Kurmann/Bruno Hubschmid/ Josef Fuchs/Walter Burki             | +6'41"   |

## Wegrit vrouwen
De wegrit voor vrouwen was 69,7 kilometer lang. Er waren 43 deelneemsters.

### Uitslag
| Plaats | Naam                  | Land                         |
| ------ | --------------------- | ---------------------------- |
| 1      | Audrey McElmury       | Vlag van Verenigde Staten    |
| 2      | Bernadette Swinnerton | Vlag van Verenigd Koninkrijk |
| 3      | Nina Trofimova        | Vlag van Sovjet-Unie         |

1921 · 
1922 · 
1923 · 
1924 · 
1925 · 
1926 · 
1927 · 
1928 · 
1929 · 
1930 · 
1931 · 
1932 · 
1933 · 
1934 · 
1935 · 
1936 · 
1937 · 
1938 · 
1946 · 
1947 · 
1948 · 
1949 · 
1950 · 
1951 · 
1952 · 
1953 · 
1954 · 
1955 · 
1956 · 
1957 · 
1958 · 
1959 · 
1960 · 
1961 · 
1962 · 
1963 · 
1964 · 
1965 · 
1966 · 
1967 · 
1968 · 
1969 · 
1970 · 
1971 · 
1972 · 
1973 · 
1974 · 
1975 · 
1976 · 
1977 · 
1978 · 
1979 · 
1980 · 
1981 · 
1982 · 
1983 · 
1984 · 
1985 · 
1986 · 
1987 · 
1988 · 
1989 · 
1990 · 
1991 · 
1992 · 
1993 · 
1994 · 
1995 · 
1996 · 
1997 · 
1998 · 
1999 · 
2000 · 
2001 · 
2002 · 
2003 · 
2004 · 
2005 · 
2006 · 
2007 · 
2008 · 
2009 ·
2010 · 
2011 · 
2012 · 
2013 · 
2014 · 
2015 · 
2016 · 
2017 · 
2018 · 
2019 · 
2020 ·
2021 ·
2022 ·
2023 ·
2024 ·
2025 ·
2026